# Thüngersheim

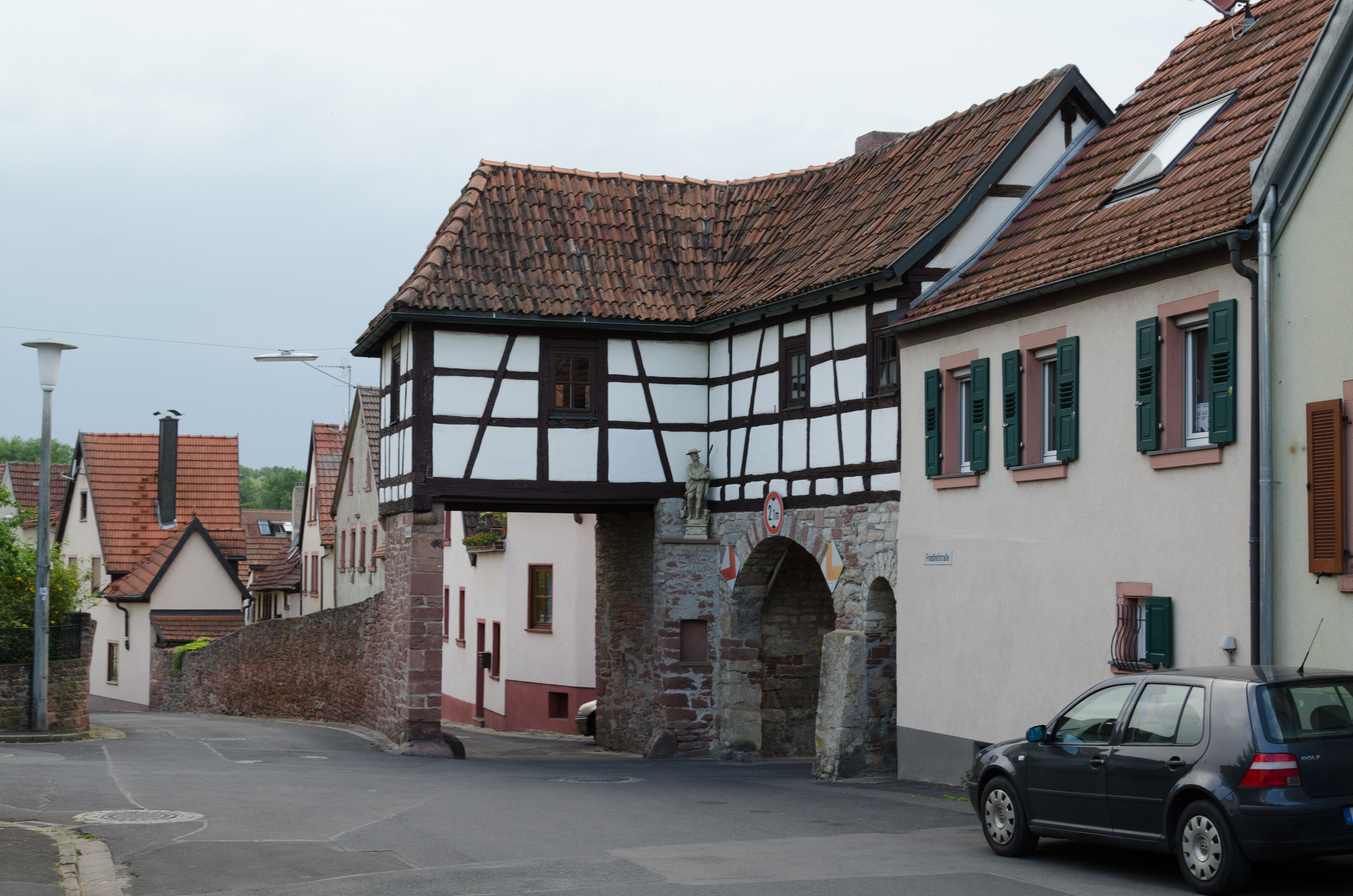
Das Hirtentor

Thüngersheim ist eine Gemeinde im unterfränkischen Landkreis Würzburg. Sie liegt am Main und wird stark durch den Weinbau geprägt. Mit circa 270 Hektar Rebfläche ist sie eine der größten Weinbaugemeinden in Franken.

## Geographie
Die Lage im Regenschatten von Rhön und Spessart führt zu Niederschlägen von 550 bis 600 mm pro Jahr. Damit ist das mittlere Maintal eines der niederschlagärmsten Gebiete Deutschlands. Südöstlich von Thüngersheim liegt das Naturschutzgebiet Höhfeldplatte. Außer dem Pfarrdorf Thüngersheim gibt es keine weiteren Gemeindeteile.
Eingebettet zwischen den mit Wein bepflanzten, vor Wind schützenden Hügeln und dem Main kommen in Thüngersheim mehrere Bodenarten auf engstem Raum vor – der Muschelkalk sowie der Buntsandstein, zwei der fränkischen Trias.
Des Weiteren gibt es mehrere nach Süden und Südosten ausgerichtete Seitentäler. Thüngersheim ist der namensgebende Ort des Thüngersheimer Sattels, einer in West-Süd-West-Richtung verlaufenden Antiklinale parallel zum Maintal.
Aufgrund des mediterranen Mikroklimas finden sich ideale Bedingungen für den Weinbau wieder, auch für Rotwein auf Buntsandstein. Bekannte Lagen sind der Thüngersheimer Johannisberg (Rothlauf) sowie Scharlachberg (beide Großlage Ravensburg).

### Nachbargemeinden
Thüngersheim grenzt im Nordwesten an Zellingen, im Nordosten an Retzstadt, im Osten an Güntersleben, im Süden an Veitshöchheim, Margetshöchheim und im Westen an Erlabrunn (mit dem Main als westliche Gemarkungsgrenze).

## Name

### Etymologie
Der Name Thüngersheim besteht aus dem Personennamen Tuninger und dem mittelhochdeutschen Wort heim.

### Frühere Schreibweisen
Frühere Schreibweisen des Ortes aus diversen historischen Karten und Urkunden:
| - 1098 Tuningersheim - 1127 Tunegersheim - 1144 Tunegeresheim - 1282 Tuenegersheim | - 1303 Tunegersheim - 1342 Tuenegersheim - 1502 Thüngersheim |

## Geschichte

### Chronik
- Entstehung des Ortes während der ersten fränkischen Siedlungsphase zwischen 530 und 700 n. Chr.
- 1098: Thüngersheim wurde erstmals urkundlich erwähnt.
- 1154: Die ersten Rebstöcke wurden angepflanzt.
- 1614: Fertigstellung der Pfarrkirche St. Michael
- 1803: Thüngersheim fiel mit dem Hochstift Würzburg an das Großherzogtum Ferdinands von Toskana.
- 1814: Das Großherzogtum Würzburg (in dem Thüngersheim damals lag) fiel an Bayern.
- 1870: Bau eines Bahnhofes mit Stellwerk. Der Weintransport verlagerte sich damit vom Main auf die Schiene.
- 1930: Gründung der Winzergenossenschaft Thüngersheim durch 55 Winzer
- 1933: Bau der Staustufe Erlabrunn
- 1935: nationalsozialistisches Sportjugendfest in der Thüngersheimer Badeanlage[5]
- 1945: Am 16. März wurde der ausgelagerte Archivbestand der Gemeinde bei der Bombardierung Würzburgs zerstört.
- 1966: Die Mehrheit der Winzer beschloss die Durchführung der Flurbereinigung (220 ha Rebfläche in drei Abschnitten).
- 1998: 900 Jahre Thüngersheim[6]

### Religion

#### Konfessionen
Thüngersheim ist eine überwiegend katholische Gemeinde (Pfarrkirche St. Michael). Seit 2003 besteht eine Pfarreigemeinschaft mit St. Maternus Güntersleben.

#### Kreuzbergwallfahrt
Ein herausragendes religiöses Ereignis ist die Thüngersheimer Kreuzbergwallfahrt, die einmal im Jahr, um das Fest Kreuzerhöhung (14. September) stattfindet. Sie führt zum „heiligen Berg der Franken“, dem Kreuzberg in der Rhön. Vermutlich geht sie auf ein Gelöbnis aus der Zeit der Pest zurück und ist bereits im frühen 18. Jahrhundert nachgewiesen. Heute wird sie von der wiedergegründeten Kreuzbruderschaft durchgeführt wie auch die Würzburger Kreuzbergwallfahrt,  durchgeführt von der Würzburger Kreuzbruderschaft (die Bruderschaft zum Heiligen Kreuz), die 1825 von König Ludwig I. die Erlaubnis erhielt, die 1803 staatlich verbotene fünftägige Kreuzbergwallfahrt wieder aufzunehmen. Das angestammte Gotteshaus der Kreuzbruderschaft ist in Würzburg das Neumünster (zwischen 1808, da das Neumünster zu dieser Zeit als Militärdepot verwendet wurde, und 1821 die Marienkapelle).

### Einwohnerentwicklung
- 1939: 1753 Einwohner
- 1950: 2345 Einwohner
- 1961: 2270 Einwohner
- 1970: 2432 Einwohner
- 1987: 2453 Einwohner
- 1991: 2443 Einwohner
- 1995: 2596 Einwohner
- 2005: 2779 Einwohner
- 2010: 2646 Einwohner
- 2015: 2689 Einwohner

Im Zeitraum 1988 bis 2018 stieg die Einwohnerzahl von 2426 auf 2701 um 275 Einwohner bzw. um 11,3 %. 2000 hatte die Gemeinde 2767 Einwohner.
Quelle: BayLfStat

## Politik
- BüBew: 5
- FWT: 4
- Grüne: 3
- CSU: 2

### Gemeinderat
Der Gemeinderat hat 14 Mitglieder (ohne Ersten Bürgermeister). Bei der Kommunalwahl vom 15. März 2020 haben von den 2221 stimmberechtigten Einwohnern in der Gemeinde Thüngersheim 1655 von ihrem Wahlrecht Gebrauch gemacht, womit die Wahlbeteiligung bei 74,52 % lag.

### Bürgermeister
- 1945–1956: Michael Urlaub (CSU)
- 1965–1972: Engelbert Klüpfel (UWG)
- 1984–1996: Albert Dausacker (CSU)
- 1996–2008: Wilhelm Remling (FWG)
- 2008–2020: Markus Höfling (CSU/Bürgerblock BB)
- 2020–0000: Michael Röhm (BüBew)

Bei der Kommunalwahl vom 15. März 2020 wurde Michael Röhm mit 65,57 % der Stimmen gewählt.

### Wappen
| Gde. Thüngersheim | Blasonierung: „In Rot der auf einem widersehenden, blau bewehrten grünen Drachen stehende, golden nimbierte Erzengel Michael mit silberner Rüstung und silbernem Mantel; auf der Brust ein blaues Schildchen mit silbernem Schrägbalken, der mit drei blauen Ringen belegt ist; in der Rechten ein silbernes Schwert, in der Linken eine goldene Waage.“ |
| Gde. Thüngersheim | Wappenbegründung: Das Wappen zeigt den Ortspatron St. Michael. Es wurde der Gemeinde durch Julius Echter von Mespelbrunn im Jahre 1581 verliehen. Auf dem Brustpanzer ist das Wappen derer von Mespelbrunn zu sehen. |

### Partnergemeinde
Eine Partnerschaft besteht seit 1995 mit Saint-Aignan-Grandlieu, einer französischen Gemeinde im Département Loire-Atlantique.

## Kultur und Sehenswürdigkeiten

### Bauwerke
Zu den Baudenkmälern der Gemeinde gehört unter anderen die Pfarrkirche St. Michael. Von den ehemals vier Torhäusern der Befestigungsanlage (Mauerring um den Altort) sind noch drei erhalten: das Würzburger Tor, das Retzstadter Tor und das Hirtentor.
Im Jahr 2002 wurde der Altort zum Förderungsgebiet. In den darauf folgenden Jahren fanden mehrere Sanierungsmaßnahmen statt.

### Bibliotheken
Gemeindebibliothek im Alten Rathaus und Katholische Öffentliche Bücherei im Pfarrheim

## Wirtschaft und Infrastruktur
Thüngersheim ist Sitz der 1930 gegründeten Winzergenossenschaft Thüngersheim eG. Mit über 200 Hektar Rebfläche ist Thüngersheim eine der größten Weinbaugemeinden Frankens.

### Verkehr
Thüngersheim liegt an der Bundesstraße 27 und an der Bahnstrecke Würzburg–Aschaffenburg.
Eine Mainlände dient als Schiffsanlegestelle für die Personenschifffahrt.
Die Buslinie Würzburg-Karlstadt bzw. Würzburg-Retzstadt führt durch Thüngersheim.

### Gewerbebetriebe
Landwirtschaftliche Betriebe 2020: 28
(davon 12 Betriebe unter fünf Hektar (ha), 9 Betriebe 5 bis 10 ha und 7 Betriebe mehr als 10 ha), 4 Betriebe im verarbeitenden Gewerbe, 2 Betriebe im Bauhauptgewerbe

### Bildung
Einzige Schule ist die Grundschule (bis zur vierten Klasse). Die Teilhauptschule besteht seit dem Schuljahr 2004/2005 nicht mehr.

### Freizeiteinrichtungen
- Freibad
- Turnhalle
- Sportgelände (Fußball, Tennisplätze, Tennishalle, Handballplatz, Skaterplatz)

## Persönlichkeiten
- Michael Wagner († 1668), Stadtarzt in Würzburg, Mergentheim und Neustadt/Saale sowie ab 1649 Medizinprofessor und Dekan (1661, 1664 und 1667) der Medizinischen Fakultät in Würzburg
- Georg Sebastian Urlaub (1685–1763), Barockmaler
- Georg Anton Urlaub (1713–1759), Barockmaler und Mitarbeiter von Giovanni Battista Tiepolo
- Georg Christian Urlaub (1718–1766), Barockmaler
- Johannes Andreas Urlaub (1735–1781), Barockmaler
- Johann Jacob Lauk (1804–1862), Jurist
- Adam Zeyer (1911–1995), Musikprofessor